# Rănușa
Rănușa – wieś w Rumunii, w okręgu Arad, w gminie Moneasa. W 2011 roku liczyła 228 mieszkańców. 